# Toshiyasu Takahara
Toshiyasu Takahara (髙原 寿康 Takahara Toshiyasu?, nacido el 18 de octubre de 1980 en Gifu) es un futbolista japonés que se desempeña como guardameta.

## Trayectoria

### Clubes
| Club              | País  | Año         |
| ----------------- | ----- | ----------- |
| Júbilo Iwata      | Japón | 2003 - 2004 |
| Consadole Sapporo | Japón | 2005 - 2012 |
| Shimizu S-Pulse   | Japón | 2013        |
| FC Machida Zelvia | Japón | 2014 -      |

## Estadística de carrera

### J. League
| Club              | Año   | J. League | J. League | Copa J. League | Copa J. League | Total | Total |
| Club              | Año   | Part.     | Goles     | Part.          | Goles          | Part. | Goles |
| ----------------- | ----- | --------- | --------- | -------------- | -------------- | ----- | ----- |
| Júbilo Iwata      | 2003  | 2         | 0         | 1              | 0              | 3     | 0     |
| Júbilo Iwata      | 2004  | 0         | 0         | 0              | 0              | 0     | 0     |
| Consadole Sapporo | 2005  | 10        | 0         | -              | -              | 10    | 0     |
| Consadole Sapporo | 2006  | 4         | 0         | -              | -              | 4     | 0     |
| Consadole Sapporo | 2007  | 0         | 0         | -              | -              | 0     | 0     |
| Consadole Sapporo | 2008  | 0         | 0         | 0              | 0              | 0     | 0     |
| Consadole Sapporo | 2009  | 16        | 0         | -              | -              | 16    | 0     |
| Consadole Sapporo | 2010  | 34        | 0         | -              | -              | 34    | 0     |
| Consadole Sapporo | 2011  | 0         | 0         | -              | -              | 0     | 0     |
| Consadole Sapporo | 2012  | 10        | 0         | 0              | 0              | 10    | 0     |
| Shimizu S-Pulse   | 2013  | 0         | 0         | 1              | 0              | 1     | 0     |
| FC Machida Zelvia | 2014  | 11        | 0         | -              | -              | 11    | 0     |
| FC Machida Zelvia | 2015  | 36        | 0         | -              | -              | 36    | 0     |
| FC Machida Zelvia | 2016  | 42        | 0         | -              | -              | 42    | 0     |
| FC Machida Zelvia | 2017  | 42        | 0         | -              | -              | 42    | 0     |
| Total             | Total | 207       | 0         | 2              | 0              | 209   | 0     |